# Римска архитектура
Римската архитектура е архитектурен стил от Античността.
Продължавайки традициите на древногръцката архитектура в Древен Рим, тя въвежда нови форми и техники, като характерните полукръгли арки, утвърждавайки се като един от двата самостоятелни стила на класическата архитектура. Римската архитектура е в основата на по-късните романска и византийска архитектура.